# Timeless (motorfiets)

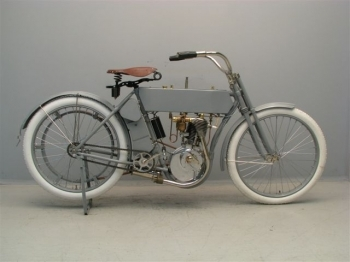
Timeless-toermodel

Timeless is een bestaand Amerikaans merk van "historische" motorfietsen.
De bedrijfsnaam is Timeless Motor Co., El Paso (Texas).
Mike Hanlon, een matrijsmaker begon rond 1998 met de productie van deze motoren, die men als "retro bike" zou kunnen bestempelen, maar die niet, zoals in de meeste gevallen, bestaan uit moderne onderdelen met een "oud" uiterlijk. 
De Timeless motorfietsen (exacte kopieën van een Harley-Davidson uit 1910) zijn helemaal opgebouwd met technische toepassingen zoals in die tijd gebruikelijk waren, zoals een snuffel-inlaatklep, een aandrijfriem etc. Vanwege deze constructie voldoen ze uiteraard niet aan de moderne verkeerseisen en ze mogen dan ook niet op de openbare weg worden gebruikt, maar worden als collectorsitem verkocht. Er wordt een toermodel en een board track racer geleverd.